# Tochigi

Tochigi (栃木市 Tochigi-shi?) este un municipiu din Japonia, prefectura Tochigi.